# Focke-Wulf Fw 200
Focke-Wulf Fw 200 Condor, quân Đồng minh còn gọi là Kurier là một loại máy bay 4 động cơ, làm hoàn toàn bằng kim loại của Đức, do hãng Focke-Wulf chế tạo với mục đích ban đầu là máy bay chở khách tầm xa. Một yêu cầu của Nhật Bản về loại máy bay tuần tra biển tầm xa đã dẫn đến việc nâng cấp thiết kế, do đó nó được đưa vào trang bị cho không quân Đức với vai trò là máy bay trinh sát và máy bay ném bom tuần tra biển/chống tàu tầm xa, cũng như làm máy bay vận tải.

## Quốc gia sử dụng
| Brazil - Cruzeiro do Sul - Syndicato Condor - Serviços Aéreos Condor Denmark - Det Danske Luftfartselskab Germany - Deutsche Luft Hansa Vương quốc Anh - BOAC | Germany - Luftwaffe Liên Xô - Không quân Liên Xô (sau chiến tranh) Tây Ban Nha - Không quân Tây Ban Nha Vương quốc Anh - Không quân Hoàng gia |

## Tính năng kỹ chiến thuật (Fw 200C-3/U4)
Warplanes of the Luftwaffe 

### Đặc điểm riêng
- Tổ lái: 5
- Sức chứa: 30 lính đầy đủ vũ khí với cấu hình vận tải
- Chiều dài: 23,45 m (76 ft 11 in)
- Sải cánh: 32,85 m (107 ft 9 in)
- Chiều cao: 6,30 m (20 ft 8 in)
- Diện tích cánh: 119,85 m² (1.290 ft²)
- Trọng lượng rỗng: 17.005 kg (37.490 lb)
- Trọng lượng cất cánh tối đa: 24.520 kg (50.057 lb)
- Động cơ: 4 × BMW/Bramo 323R-2, 895 kW (1.200 hp) mỗi chiếc

### Hiệu suất bay
- Vận tốc cực đại: 360 km/h (195 knots, 224 mph)[3]
- Vận tốc hành trình: 335 km/h (181 knots, 208 mph)
- Tầm bay: 3.560 km (1.923 nmi, 2.212 mi)
- Trần bay: 6.000 m (19.700 ft)

### Vũ khí
- 1 pháo MG 151/20 20 mm
- 4 súng máy MG 131 13 mm
- Mang tới 5.400 kg (4.360 lb) bom